# جامه رنگین
جامه رنگین نام آلبومی‌ست که با آهنگسازی علیرضا فیض‌بشی‌پور و خوانندگی بیژن کامکار و همخوانی نجمه تجدد از سوی انتشارات سروش در سال ۱۳۹۵ منتشر شده است. این آلبوم پس از آواز اساطیر، دومین اثری‌ست که علیرضا فیض بشی‌پور در آن هنرمندی می‌کند.

## هنرمندان
- بیژن کامکار: آواز
- علیرضا فیض بَشی پور: آهنگساز و نوازندهٔ تنبور
- نجمه تجدد: همخوان
- حشمت الله حجتی فرید: تنبک
- یونس پاکنژاد: کمانچه
- سیروان منهوبی: عود
- گلناز خاضعی: دف، کوزه و دهل
- مهسا زمانیان: تنبور

### فهرست
|            | نام                  | آهنگساز            | ترانه سرا             |
| ---------- | -------------------- | ------------------ | --------------------- |
| قطعه اول   | لانسلم               | علیرضا فیض بَشی پور | مولانا جلال‌الدین بلخی |
| قطعه دوم   | مه قام ته رزی (سازی) |                    |                       |
| قطعه سوم   | نیاز (بادام)         | علیرضا فیض بَشی پور |                       |
| قطعه چهارم | مه قام ته رز (آوازی) |                    | شعر فولکلور           |
| قطعه پنجم  | مه قام جلوشاهی       |                    |                       |
| قطعه ششم   | مه قام گله وه‌ده‌ره    |                    | شعر فولکلور           |
| قطعه هفتم  | زولیخا               |                    | اشعر فولکلور          |

این اثر به صورت سی‌دی منتشر شده بود. 